# فقاعة الإنترنت

ارتفع مؤشر ناسداك في أواخر التسعينات ثم انخفض بحدة نتيجة فقاعة الإنترنت.

فُقَّاعَةُ اَلْإِنْتَرْنِتِ (بالإنجليزية: Dot-com bubble) (و تعرف أيضا باسم فقاعة الدوت-كوم أو فقاعة تكنولوجيا المعلومات) كانت فقاعة اقتصادية امتدت في الفترة ما بين 1995 و 2000. في هذه الفترة، نمت أسواق البورصة في الدول الصناعية بشكل ملحوظ في الصناعات المتعلقة بالإنترنت.

## بداية الفقاعة
في نهايات التسعينيات ظهرت فجأة أعداد كبيرة من المشاريع الناشئة والتي كان أغلبها يفتقر إلى صورة واضحة عن نموذجها الربحي نموذج أعمال، وكان كل اهتمامها هو الحصول على صورة ذهنية جيدة لدى الزبائن وحصة سوقية. قامت تلك المشاريع بالاقتراض من المستثمرين وطرحت أسهمها للاكتتاب العام فحققت الملايين بسرعة. حتى أن بعض تلك المشاريع التي كان تملك نموذجاً ربحياً لكنه لم يكن موجّهاً للطريقة التي يحقق بها الربح إنما للطريقة التي يزيد بها عدد الزيارات إلى موقعه. ووضع المستثمرون الممارسات الصحيحة في المشاريع جانباً وضخوا ملايينهم فيها.

## pets.com
تعد قصة بيتس دوت كوم ‏ من أشهر حالات فشل شركات الإنترنت التي حصلت في فقاعة الإنترنت لعام 2000.
كانت الشركة تسير بشكل قوي وناجح بالنظر لأرقامها، لكنها أغفلت أحد أهم أسس الاستثمار، وهو الربح.. لذا فشلت بعد عامين فقط من تأسيسها!.
تأسس الموقع عام 1998 وانهار عام 2000 وكان الهدف من الشركة - على حد قول صاحبة الموقع - الحصول على حصتها من 24 مليار دولار ينفقها الأمريكيون سنوياً على حيواناتهم الأليفة.

### عوائد عالية وأرباح منخفضة
لم تنتبه مؤسسة الشركة جوليا وينرايت أن هامش الربح في مستلزمات الحيوانات لا يتجاوز 4% في أحسن الأحوال. وجّهت تركيزها على صناعة وإدارة علامة تجارية قوية، فابتكرت شخصية كرتونية لحيوان مشاغب اسمه sock puppet وجعلت منه المتحدث الرسمي في كل الرسائل التسويقية والاعلانية، وتمكنت الشخصية الظريفة من جذب انتباه الأمريكيين جيداً.
أطلقت الشركة حملتها التسويقية في خمسة مدن رئيسية عبر الراديو والتلفزيون والمجلات والوسائل المطبوعة التي كانت في تلك الفترة من أنجح وسائل الإعلان، وبعدها توسعت إلى عشرة مدن أخرى.
ارتفعت أسهم الشركة بشكل كبير وأيضاً مبيعاتها بنسبة تتجاوز 2100% لتصل إلى 13 مليون دولار، لكنها خسرت وأفلست في النهاية.
أثناء انشغال الشركة بإدارة علامتها التجارية وإنفاق مبالغ طائلة على الحملات الإعلانية لإمتاع المشاهدين، كانت النتيجة أن الإيرادات أقل من تكاليف التسويق والإعلان التي تجاوزت 12 مليون دولار.
عندما أفلست الشركة اضطرت إلى بيع الشخصية الكرتونية مقابل 125 ألف دولار فقط، وتحولت الشركة إلى مثار سخرية الناس.

### أسباب الفشل
تفصح جوليا صاحبة الشركة عن أسباب الفشل، فتشرح أن الموقع كان يبيع طعام الحيوانات الأليفة بنصف السعر وذلك في خطة استمرت لأسبوعين من أجل الاستحواذ على نصيب أكبر من الزبائن ومنافسة ثمانية مواقع أخرى انطلقت تقدم نفس المنتجات، ولاحقاً أضافت خدمة الطلب التلقائي المسبق للمنتجات، ولم تفشل الشركة لأنها كانت تبيع بأسعار أقل من التكلفة، واستطاعت أن تحقق متوسط سعر الطلبية 37$ وهو رقم جيد.
في عام 2000 لم تكن هناك حلول جاهزة كبرمجيات للتجارة الإلكترونية وإدارة المستودعات وخدمة الزبائن، واضطرت لتوظيف عدد من الموظفين الذين يقومون بمهام تقنية بحتة يمكن اليوم الاستعاضة عنها بالحوسبة السحابية. وكان أعداد المشترين على الإنترنت حينها لا يتجاوز 250 مليون واليوم يقدرون بالمليارات. وحتى أمازون كان قد أعلن عن تحقيق خسائر بحدود 900 مليون دولار عام 1999 وكان على شفير الإفلاس.
وبسبب انفجار فقاعة الإنترنت لم يحصل أي مشروع على تمويل لإنقاذه، حيث كان pets.com يحتاج لـ 260 مليون دولار ليكمل مشواره وهو رقم بسيط قياساً لمعايير اليوم.
ووفق هذه المعطيات كانت الشركة أمام مفترق طرق، إما إعلان الإفلاس، أو إيقاف الشركة وسداد قيمة الأسهم للمساهمين، وفي حين أن 1100 شركة إنترنت لجأت للإفلاس فإنها أرادت الأفضل وإيقاف العمل.. استطاعت الشركة أن تحقق 45 مليون دولار كعوائد في 9 أشهر فقط وهو نجاح سريع.

### الدرس المستفاد
إن التركيز على القاعدة الرئيسية في أن الهدف الأول من أي مشروع تجاري هو تعظيم ثروة الملاك، أي زيادة الربحية وليس فقط المبيعات. وهو الهدف الأول والرئيسي قبل التفكير بأي هدف آخر.
الخطأ الأساسي الذي وقعت فيه الشركة في تخطيط هامش الربحية أنها اعتقدت أن الخسارة التي تحدث في كل عملية بيع يمكن تعويضها بزيادة أعداد العمليات البيعية. وظنت مؤسسة الشركة أنها إن كانت تخسر بنسبة 1:3 في كل عملية بيعية فردية، فإنه يمكن تعويض الخسارة في إجمالي المبيعات وهو ما يدعى اقتصاديات النطاق أو وفورات نطاق الإنتاج Economies of scope، بل ويمكن تعويضها في مجال خفض النفقات الإجمالية بشدة مما ينجم عنه زيادة هامش الربح في حال بقاء سعر البيع ثابتاً.
لكن إذا بقيت تكاليف الإنتاج ثابتة وزادت تكاليف التسويق والتكاليف الأخرى فإنه يؤدي إلى زيادة الخسائر مع كل عملية بيع وهذا قانون اقتصادي وإداري تجاهلته الشركة.
قادم جديد؟
أخيراً تجدر الإشارة إلى أن موقع مشابه قد انطلق العام الماضي ويقدم منتجات طعام الحيوانات الأليفة مع إمكانية الطلب الأوتوماتيكي، وعلى حد قول إدارة الشركة فإنهم على علم بما حصل مع pets.com ولن يقعوا بنفس المأزق، وقال Alex Zhardanovsky المؤسس ساخراً من pets.com أنه لا يمكنك أن تحصل على زبون عندما تقدم له منتجاً بنصف السعر وبعد فترة تطالبه بالضعف.
يبدو أن موقع PetFlow.com الجديد يحقق نتائج طيبة بالرغم من انخفاض أعداد الناس الذين يطلبون هذا النوع من المنتجات عبر الإنترنت، فقام بشحن أكثر من 7 آلاف طلبية تبلغ قيمتها 600 ألف دولار في شهر واحد بالرغم من أن أسعاره ليست منخفضة.
توقّع العديد من الخبراء قرب وقوع فقاعة إنترنت، وظهرت العديد من المقالات العام الماضي تحذر من الدخول في مشاريع ناشئة تعتمد على الإنترنت في تسيير أعمالها ولا تملك رؤية واضحة لآلية تحقيق الأرباح والمستقبل الممكن، ومن الملامح التي تنذر بقرب انفجار الفقاعة هو ضخ كميات هائلة من الأموال في مشاريع لا تستحق كل ذلك، فمهما كانت المهام التي يمكن أن ينفذها تطبيق مثل انستغرام، هل يستحق مليار دولار؟ ربما أنه خطوة نحو الأمام.. إن شركات مثل غوغل وآبل وأمازون ومايكروسوفت ربما كانت في البداية عرضة لأن تقع ضحية الفقاعة، لكنها سرعان ما تعلمت الدرس وطورت نموذجها الربحي ورؤيتها الواضحة نحو المستقبل، كما أنها أصبحت تربط بها مئات الشركات الأخرى التي صار مصيرها متعلقاً بها فحتى لو تعرضت لهزة مالية فتتدخل لإنقاذها.. لأن فشل تلك الشركات العملاقة بمثابة كرة الثلج العملاقة المتدحرجة من أعلى قمة الجبل.. ستسحق كل من يقف أمامها وتسحبه معها.